# Epeorus frolenkoi
Epeorus frolenkoi is een haft uit de familie Heptageniidae. De wetenschappelijke naam van de soort is voor het eerst geldig gepubliceerd in 1981 door Sinitshenkova.
De soort komt voor in het Palearctisch gebied.